# Стонингтон (Конектикат)
Стонингтон (енгл. Stonington) град је у америчкој савезној држави Конектикат.

## Демографија
По попису из 2010. године број становника је 929, што је 103 (-10,0%) становника мање него 2000. године.
| Група             | 2000.       | 2010.       |
| Белци             | 992 (96,1%) | 887 (95,5%) |
| Афроамериканци    | 6 (0,6%)    | 10 (1,1%)   |
| Азијати           | 3 (0,3%)    | 13 (1,4%)   |
| Хиспаноамериканци | 10 (1,0%)   | 10 (1,1%)   |
| Укупно            | 1.032       | 929         |